# Epanthidium maculatum
Epanthidium maculatum là một loài Hymenoptera trong họ Megachilidae. Loài này được Urban mô tả khoa học năm 1992.